# Silent Cry
Albums de Feeder
Feeder: The Singles
(2006) Renegades
(2010)
Singles
1. We Are the People
Sortie : 9 juin 2008
2. Tracing Lines / Silent Cry
Sortie : 25 août 2008

Silent Cry est le sixième album studio du groupe de rock britannique Feeder, mis en vente le 16 juin 2008.

Il a été enregistré au nord de Londres au Crypt Studio avec l'aide de Matt Sime, ami de longue date du groupe. Cet album, tout comme Yesterday Went Too Soon a été auto-produit par Feeder .
L'album s'est vendu à plus de 50 000 exemplaires au Royaume-Uni en se classant 8e dans les charts, et 3e sur iTunes Royaume-Uni.

## Liste des pistes
1. We Are the People – 4:42
2. Itsumo – 4:17
3. Miss You – 2:59
4. Tracing Lines – 3:48
5. Silent Cry – 3:26
6. Fires – 3:59
7. Heads Held High – 4:04
8. 8:18 – 3:45
9. Who's the Enemy – 3:18
10. Space – 0:34
11. Into the Blue – 2:37
12. Guided by a Voice – 3:50
13. Sonorous – 4:39

## Participation
- Grant Nicholas - Chant et guitare
- Taka Hirose - Basse
- Mark Richardson - Batterie